# Guarne
Guarne ist eine Gemeinde (municipio) im Departamento Antioquia in Kolumbien. Sie liegt etwa 25 Kilometer von Medellín, der Hauptstadt Antioquias, entfernt.

## Geographie
Guarne liegt auf einer Höhe von ungefähr 2150 m ü. NN in der Subregion Oriente Antioqueño und hat eine Jahresdurchschnittstemperatur von 17 °C. An die Gemeinde grenzen im Norden Copacabana und Girardota, im Westen Medellín, im Süden Rionegro und im Osten und Nordosten San Vicente.

## Bevölkerung
Die Gemeinde Guarne hat 59.985 Einwohner, von denen 22.122 im städtischen Teil (cabecera municipal) der Gemeinde leben (Stand: 2022).

## Geschichte
Das Gebiet des heutigen Guarne wurde für die Spanier 1541 von Álvaro de Mendoza entdeckt und in der Folge langsam besiedelt. Zunächst war Guarne ein wichtiger Ort im Zuge der Goldgewinnung. Im Jahr 1781 spielte Guarne eine Rolle während des Comuneros-Aufstands. Zu Beginn des 19. Jahrhunderts wurde der Name kurzzeitig in Elida geändert.

## Wirtschaft
Die wichtigsten Wirtschaftszweige in Guarne sind Landwirtschaft (Kartoffeln, Hülsenfrüchte und Obst), Schweine- und Milchproduktion und Teichwirtschaft (insbesondere Forellenzucht). Zudem gibt es Lebensmittelindustrie.

## Sport
In Guarne befindet sich das Trainingsgelände des Fußballvereins Atlético Nacional aus Medellín, das ab 2008 errichtet wurde. In der Rückserie 2012 trug zudem der damalige Zweitligist Alianza Petrolera seine Heimspiele in Guarne aus. Der Verein hatte in diesem Jahr ein Abkommen mit Atlético Nacional.